# San Pablo (California)
San Pablo è una città degli Stati Uniti d'America situata nella Contea di Contra Costa, nello Stato della California.  Usata come set da Clint Eastwood per il film Coraggio fatti Ammazzare del 1983.